# Jonathan Bullock
Jonathan Bullock (ur. 3 marca 1963 w Nottingham) – brytyjski polityk, poseł do Parlamentu Europejskiego VIII i IX kadencji.

## Życiorys
Absolwent Nottingham High School i nauk politycznych na University of Portsmouth (1994). Pracował jako asystent konserwatywnych polityków, a później w branży reklamowej i PR.
Był działaczem Partii Konserwatywnej, jednak w 2012 przeszedł do Partii Niepodległości Zjednoczonego Królestwa. Z obu tych ugrupowań bez powodzenia ubiegał się o miejsce w Izbie Gmin. Wybierany natomiast na radnego Kettering.
W wyborach w 2014 bez powodzenia kandydował do Europarlamentu. Mandat eurodeputowanego VIII kadencji objął jednak w sierpniu Rogera Helmera. W PE dołączył do frakcji Europa Wolności i Demokracji Bezpośredniej. W 2018 wystąpił z UKIP, a w 2019 dołączył do Brexit Party. Z jej ramienia w tym samym roku uzyskał mandat europosła na kolejną kadencję.